# アメリカ心理学会
アメリカ心理学会（アメリカしんりがっかい、American Psychological Association:APA）は、アメリカ合衆国における心理学分野の職能団体として代表的な学会である。設立は1892年、現在会員数15万人、年間総予算7千万ドル（約80億円）に及ぶ、アメリカ最古で最大の心理学者の団体である。本記事にて取り扱う。目的は「科学および職業としての心理学、そして健康・教育・福祉の増進の手段としての心理学を進展させること」とされる。
科学的心理学会(APS: Association for Psychological Science)は別の団体である。また、アメリカ精神医学会(American Psychiatric Association)もAPAという略称を用いているため、混同しないよう注意が必要である。
アメリカ心理学会は、1892年にクラーク大学において26人の発起人によって設立された。初代の会長はスタンレー・ホールが務めた。巨大組織であるため、54の専門領域別分科会、58の地域別分科会を下部組織に持っている。アメリカの学会であるが、カナダも実質的に含み、年次大会もアメリカ合衆国だけでなくカナダの都市でも開催されてきている。また、北アメリカ以外の心理学者も会員になれるため、日本国内の心理学者にも会員となっている者もいる。
アメリカ心理学会は、設立からしばらくは心理学研究者を中心とした学術団体であったが、その後、臨床心理士やスクールカウンセラーなど臨床心理学分野での心理学実践家(Professional Psychologists)が会員数でも従来の心理学研究者(Research Psychologists)を凌駕するようになり、学術団体というよりは職能団体としての色彩が強くなった。
そこで、1959年には認知心理学を専門とする心理学研究者のグループが新しく「心理科学協会」(Psychonomic Society)を作り分派した。さらには、1988年には心理学のすべての研究領域における研究志向の心理学者が、学術団体としての「アメリカ心理学協会」(APS: American Psychological Society)を作った（2006年1月に「科学的心理学会」（APS: Association for Psychological Science）に名称を変更）。
ただし、職能団体としてのアメリカ心理学会(APA)と学術団体としてのアメリカ心理学協会(APS)に完全に色分けされたわけではなく、APS会員となった心理学研究者もAPA会員であり続けている場合が多い。

## 出版物
- G.R. ファンデンボス監修 著、繁桝算男、四本裕子 訳『APA心理学大辞典』培風館、2013年。ISBN 978-4563052348。